# Jezioro Święte (województwo lubelskie)
Jezioro Święte – jezioro położone we wschodniej części Równiny Łęczyńsko-Włodawskiej, na terenie wsi Okuninka, przy granicy z Orchówkiem, w gminie Włodawa, w powiecie włodawskim, w województwie lubelskim.
Leży w pobliżu Jeziora Białego, jeziora Glinki i rzeki Tarasienki. Posiada ok. 6 ha powierzchni i głębokość ok. 9,6 m. Do gatunków ryb w jeziorze można zaliczyć: karpia, lina i szczupaka. Na podstawie badań z 2004 r. jezioro posiada II klasę czystości.